# Vetschau/Spreewald
Vetschau/Spreewald (en bas-sorabe Wětošow/Błota) est une ville allemande située dans le sud du Brandebourg, dans l'arrondissement de Haute-Forêt-de-Spree-Lusace.

## Personnalités liées à la ville
- Hans Stiebner (1898-1958), acteur né à Vetschau/Spreewald
- Richard Banusch (1998-), coureur cycliste né à Vetschau/Spreewald